# Cucurbita ficifolia
Cucurbita ficifolia là một loài thực vật có hoa trong họ Cucurbitaceae. Loài này được Bouché mô tả khoa học đầu tiên năm 1837.

## Hình ảnh

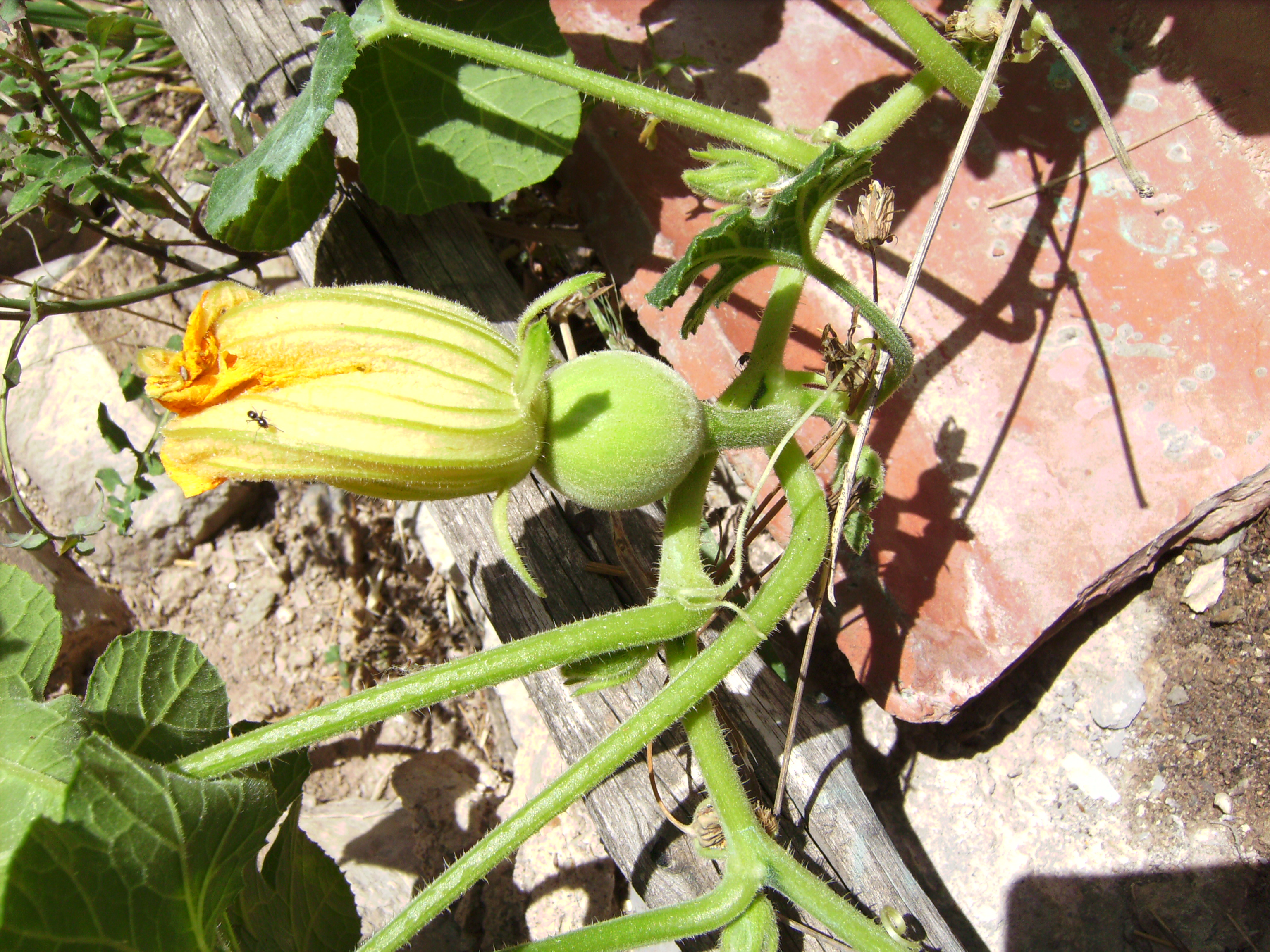
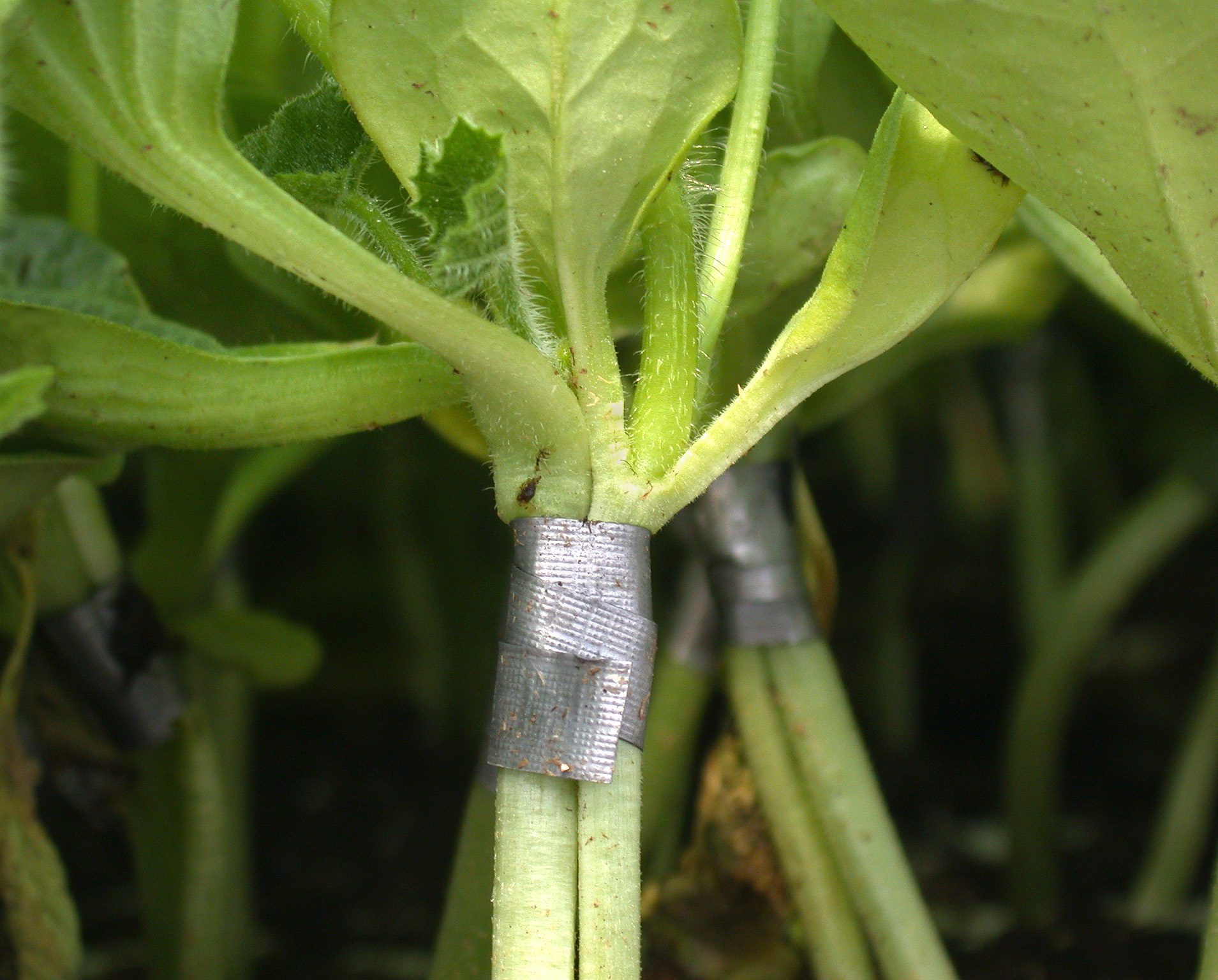
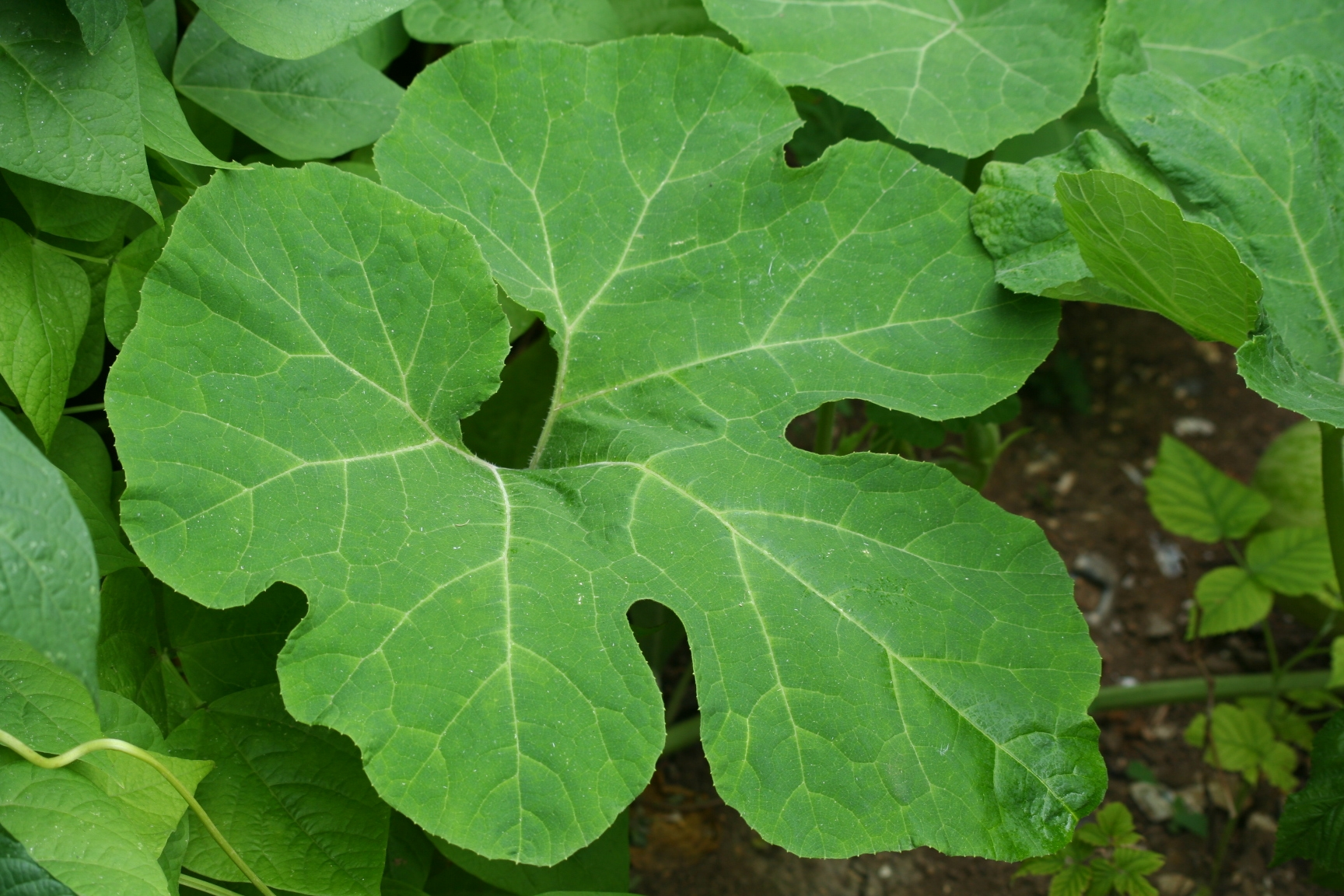
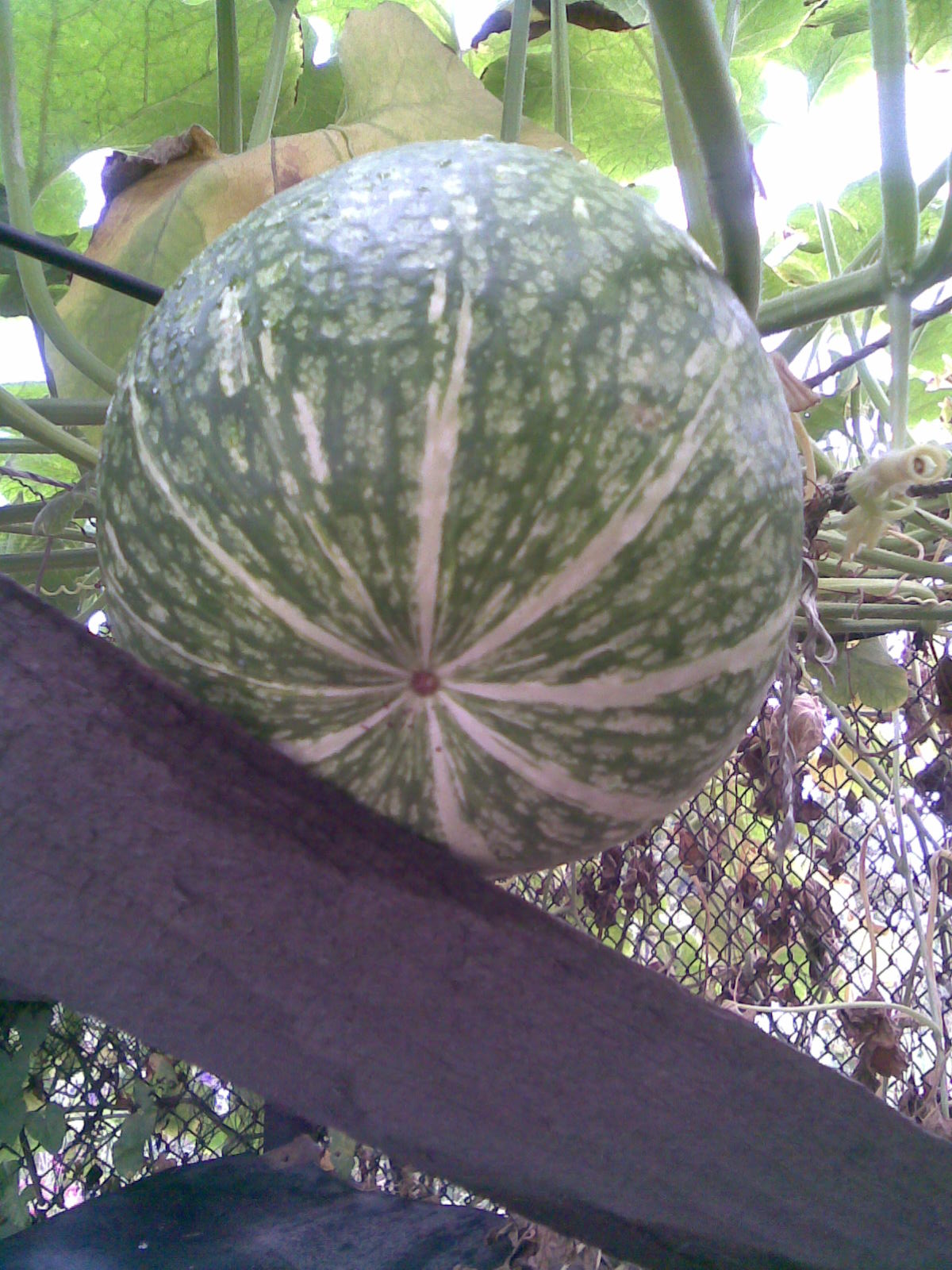